# Пшеворск
Пшѐворск (на полски: Przeworsk; на латински: Prevorsc; на украински: Переворськ) е град в Югоизточна Полша, Подкарпатско войводство. Административен център е на Пшеворски окръг, както и на селската Пшеворска община, без да е част от нея. Самият град е обособен в самостоятелна градска община с площ 22,13 km2.

## Население
Според данни от полската Централна статистическа служба, към 1 януари 2014 г. населението на града възлиза на 15 779 души. Гъстотата е 713 души/km2.